# Gaston Sarlat
Pour les articles homonymes, voir Sarlat (homonymie).
Gaston Sarlat, né le 13 juin 1854 à Pointe-à-Pitre et mort le 3 mai 1950 à Marseille, est un homme politique français.

## Biographie
Né à Pointe-à-Pitre le 13 juin 1854, Gaston-Antonin-Alexandre Sarlat est le fils de Rosélie Baptiste et de Pierre Sarlat (18..-1872). Après avoir commencé ses études au lycée de Nantes, il fait son droit à Paris, où il est reçu avocat. Il a été membre de la conférence Molé.
De retour en Guadeloupe en 1878, il y fonde un journal républicain, Le Progrès de la Guadeloupe. L'année suivante, il est élu conseiller général du canton de Port-Louis.
Lors des élections législatives de 1881, il est élu député de la 2e circonscription de la Guadeloupe, par 2 522 voix (76,5% des votants), contre 551 à Émile Réaux et 203 à Gerville-Réache. À la Chambre des députés, il appartient au groupe de la Gauche radicale, au groupe colonial et à celui de l'Union républicaine. Réélu en 1885, il vote constamment avec la majorité.
Le 14 mars 1887, il épouse Eva Florens (1869-), fille d'Orville Florens, châtelain de Chalmaison. Ses témoins sont le sénateur Pierre Isaac et le député Eugène Spuller.
Nettement distancé au premier tour des législatives de 1889, il se désiste au profit du docteur Isaac, frère de Pierre Isaac et directeur du Progrès, qui est cependant battu au second tour par Réaux. Retiré de la politique, Gaston Sarlat obtient un poste de trésorier-payeur général.
Il était le dernier des anciens députés ayant siégé sous la présidence de Léon Gambetta.